# Peter Mitterer
Peter Mitterer (* 23. November 1946 in Villach; † 25. Oktober 2013 in Klagenfurt) war ein österreichischer Gastwirt und Politiker (FPK, früher FPÖ bzw. BZÖ). Mitterer war Abgeordneter zum Kärntner Landtag, zum Nationalrat und hatte von Juli bis Dezember 2005, sowie von Jänner bis Juni 2010 als Präsident den Vorsitz über den österreichischen Bundesrat.

## Ausbildung und Beruf
Mitterer besuchte nach der Volks- und Hauptschule zunächst eine landwirtschaftliche Berufsschule und erlernte im Anschluss den Beruf des Kellners. Er leistete 1966 den Präsenzdienst ab und war von 1966 bis 1980 im elterlichen Betrieb als Kellner beschäftigt. Mitterer legte 1980 die Konzessionsprüfung ab und war seit 1981 als selbständiger Gastwirt tätig. 2001 wurde ihm der Berufstitel Kommerzialrat verliehen.

## Politik
Mitterer war zwischen 1973 und 1991 Mitglied des Gemeinderates von Treffen, wobei er von 1979 bis 1985 Vizebürgermeister und von 1985 bis 1991 Mitglied des Gemeindevorstands war. Mitterer vertrat die FPÖ 1989 sowie von 1992 und 2005 im Kärntner Landtag. Zwischen 1992 und 1994 war er Zweiter Präsident, zwischen 2000 und 2004 Dritter Präsident des Landtags. Dazwischen war er vom 5. November 1990 bis zum 27. Mai 1992 Abgeordneter zum Nationalrat, ab 29. Juni 2005 vertrat er die FPÖ im Bundesrat. Mitterer wechselte im April 2005 (bis 2009) zum BZÖ und war von 1. Juli 2005 bis 31. Dezember 2005 an Stelle von Siegfried Kampl Präsident des Bundesrats. Nachdem der BZÖ-Parlamentsklub nach der Nationalratswahl 2006 stark geschrumpft war, übernahm Mitterer bis 2008 auch die Rolle des Bereichssprechers für Volksgruppen und Vertriebene. Am 16. Dezember 2009 spalteten sich das Kärntner BZÖ sowie die 17 Landtagsabgeordneten, drei Nationalräte und die zwei Bundesräte vom Bundes-BZÖ ab und gingen als FPK eine Kooperation mit der FPÖ ein.
Innerparteilich wurde Mitterer 1990 Mitglied des Landesparteivorstandes. Nach fünfzehn Jahren legte er 2007 die Funktion des freiheitlichen Bezirksparteiobmanns zurück. Er war seit 1995 zudem Kammerrat der Wirtschaftskammer Kärnten sowie der Bundeswirtschaftskammer. Mitterer trat 2006 die Nachfolge von Albert Gunzer als Vizepräsident der Wirtschaftskammer Kärnten an.

## Auszeichnungen
- 2007: Großes Silbernes Ehrenzeichen mit dem Stern für Verdienste um die Republik Österreich[5]
- Großes Goldenes Ehrenzeichen für Verdienste um das Bundesland Kärnten